# T. J. Miller
Todd Joseph "T.J." Miller (Denver, 4 de junho de 1981) é um comediante, dublador e ator estadunidense. Conhecido por seu papel em Silicon Valley como Erlich, como Fuinha em Deadpool e como Manchado em Ela é Demais para Mim.

## Biografia
Nascido em Denver, Colorado, no dia 4 de Junho de 1981.
Se mudou para Washington, DC para fazer faculdade, conheceu esposa Kate Gorney, quando eles se apresentaram numa produção universitária do musical "A Chorus Line".
Depois de se graduar com honras (um diploma de bacharel em Psicologia com especialização em Teoria Persuasão e Influência Social) mudou-se para Chicago, onde ele começou a atuar com equipes de improvisação independentes. Durante seu tempo em Chicago, ele se apresentou Standup todas as noites por quase 4 anos, sem tirar uma noite de folga, mesmo em feriados.
Atualmente ele reside em Los Angeles, e faz parte do elenco do filme Deadpool com Ryan Reynolds.

## Filmografia

### Cinema
| Ano  | Título                                     | Papel                       |
| ---- | ------------------------------------------ | --------------------------- |
| 2008 | Cloverfield - Monstro                      | Hud                         |
| 2008 | Carros Usados, Vendedores Pirados          | Jim Cessna                  |
| 2010 | O Pior Trabalho do Mundo                   | Brian, o porteiro           |
| 2010 | Incontrolável                              | Gilleece                    |
| 2010 | Ela é Demais para Mim                      | Steiner                     |
| 2010 | Como Treinar o seu Dragão                  | Cabeça dura                 |
| 2010 | Zé Colmeia: O Filme                        | Guarda Jones                |
| 2010 | As Viagens de Gulliver                     | Dan                         |
| 2011 | O Idiota do Meu Irmão                      | Billy                       |
| 2012 | Rock of Ages: O Filme                      | Atendente do Rolling Stones |
| 2012 | Precisa-se de um Amigo para o Fim do Mundo | Chipper Host                |
| 2014 | Transformers: A Era da Extinção            | Lucas                       |
| 2014 | Loucuras no México                         | Jason                       |
| 2014 | Operação Big Hero                          | Fred                        |
| 2014 | Como Treinar o seu Dragão 2                | Cabeça Dura                 |
| 2016 | Deadpool                                   | Weasel                      |
| 2016 | A Última Ressaca do Ano                    | Clay Vanston                |
| 2017 | Emoji: O Filme                             | Gene                        |
| 2018 | Deadpool 2                                 | Weasel                      |
| 2018 | Ready Player One                           | i-R0k                       |
| 2020 | Ameaça Profunda                            | Paul Abel                   |

### Televisão
| Ano       | Série                                | Papel          | Nota                                   |
| --------- | ------------------------------------ | -------------- | -------------------------------------- |
| 2011      | Happy Endings                        | Jason Shershow | episódio 12 (1ª Temporada)             |
| 2012      | Gravity Falls: Um Verão de Mistérios | Robbie         | episódios 5, 7 e 9 (1ª Temporada), voz |
| 2013      | The Goodwin Games                    | Jimmy          | 1ª Temporada                           |
| 2013      | High School USA!                     | Brad Slovee    | 1ª Temporada                           |
| 2014-2017 | Silicon Valley                       | Erlich         | Elenco Principal                       |